# ایلسلبن
ایلسلبن (به آلمانی: Eilsleben) یک شهر در آلمان است که در Börde واقع شده‌است. ایلسلبن ۲٬۷۴۶ نفر جمعیت دارد.